# Traquet brun
Myrmecocichla aethiops
Espèce
Statut de conservation UICN

 LC  : Préoccupation mineure
Le Traquet brun (Myrmecocichla aethiops) ou Traquet-fourmilier brun du Nord, est une espèce de passereau de la famille des Muscicapidae.
Son aire s'étend à travers le Sahel et les forêts d'altitude d'Afrique orientale.